# 朗文 (澳大利亞國會選區)
朗文選區（英語：Division of Longman），是澳大利亞昆士蘭州的下議院選區，位於該州首府布里斯班北部，包括摩頓灣區政府大部份。面積1,239平方公里。
選區始於1996年，以第一位女性州議員、第三位聯邦議員艾琳·朗文命名。除了2007年以外都是自由黨的根據地。2010年大選，尋求連任的、澳大利亞工黨的喬恩·蘇利文被年僅20歲的昆士蘭自由國家黨參選人懷亞特·羅伊擊敗。

## 议员
| 议员 | 议员        | 政党       | 任期          |
| ---- | ----------- | ---------- | ------------- |
|      | 马尔·布拉夫 | 自由党     | 1996年–2007年 |
|      | 乔恩·苏利文 | 工党       | 2007年-2010年 |
|      | 怀亚特·罗伊 | 自由国家党 | 2010年-2016年 |
|      | 蘇珊·林     | 工党       | 2016年-2018年 |
|      | 蘇珊·林     | 工党       | 2018年至今    |